# Centre finlandais pour l’éducation aux médias et les médias audiovisuels
Le Centre finlandais pour l’éducation aux médias et les médias audiovisuels (Mediakasvatus- ja kuvaohjelmakeskus), abrégé MEKU, est un système d’évaluation finlandais pour le cinéma, la télévision et les jeux vidéo.

## Historique
Le mediakasvatus- ja kuvaohjelmakeskus a remplacé le valtion elokuvatarkastamo pour la supervision de la distribution des programmes audiovisuels en Finlande depuis le début de 2012. Mais en 2014, il a fusionné avec le kansallinen audiovisuaalinen arkisto et est devenu le kansallinen audiovisuaalinen instituutti (KAVI).